# 羅伯特·埃文斯 (製片人)
羅伯特·埃文斯（英語：Robert Evans，1930年6月29日—2019年10月26日），是一位美國電影製片人，著名作品有魔鬼聖嬰、愛情故事、教父和唐人街。

## 生平

### 早年生活和演藝生涯
埃文斯出生於美國紐約市，出生名是“Robert J. Shapera”。他的母親佛羅倫斯是富人家庭出生，而其父Archie Shapera则是一個哈林區的牙醫。他生長於紐約市的上西城，在大蕭條時代他家中的生活條件比大多數人都要好。年輕時他曾經為Evan-Picone做過一些促銷工作,那是一個他兄弟查理斯·埃文斯創立的時尚公司，他也在一些電臺節目中做過配音員。
他於1956年的選舉日在比佛利山莊的游泳池旁被瑙瑪·希拉看中，在後來成爲了她丈夫的艾文·索爾伯格（Irving Thalberg）的電影千面人中為他謀到了一個角色，成功地提高了他的知名度。同年，大利·柴納克 令他為太陽依舊升起（改編自海明威的太陽依舊升起）做電影加工,，而不選擇聯合主演艾娃·拉薇妮亞·加德納和海明威自己。1959年，他出現在20世紀福克斯電視公司的作品冷暖群芳中。

### 作為製片人
因為不滿意自己的表演風格，他決定成為製片人。他以大偵探（改編自一部他在1966年買下版權的小說大偵探）為起步，開始成為派拉蒙製片主管，這部影片由法蘭克·辛納屈、李·萊米克、傑克·克盧格曼、勞勃·杜瓦和杰奎琳·比塞特主演。1968年，紐約時報寫手彼得·巴特寫了一篇關於埃文斯侵略性製片風格的文章.這篇文章使他受到了查爾斯·布盧多恩（Charles Bluhdorn）的注意，後者是Gulf+Western企業集團的領導並且已經收購了派拉蒙，他雇傭了埃文斯。
當埃文斯接管派拉蒙製片主管時，派拉蒙的水準已經退步不少了。然而儘管他毫無經驗，卻扭轉了這個局面，在他手中派拉蒙不僅成爲了當時好萊塢最成功的電影製片廠，也為Gulf+Western創造了巨大的經濟利益。在他任內，派拉蒙推出了許多成功之作，例如：單身公寓（1968）、魔鬼聖嬰（1968）、愛情故事（1970）、教父（1972）、救虎記(1973)和了不起的蓋茨比(1974)等。
由於埃文斯不滿於他的經濟待遇并想要出品自己名下的電影，他與派拉蒙達成了一項協議，令他可以在作為派拉蒙工作的同時作為一個獨立製片人出現。其他的製片人抱怨這給予了埃文斯不公平的優勢。這一時期他出品的電影有唐人街、幻影俠(1996)、神鬼至尊(1997)、老公出差(1999)和十日拍拖手冊(2003)等。
埃文斯在2003年製作了他的最後一部電影，但之后也曾製作天狼星衛星廣播的節目“與羅伯特·埃文斯同床”（In Bed with Robert Evans）等，2009年打算制作一部关于约翰·德罗宁（John DeLorean）的电影，但最终无果。

## 電影作品年表

### 派拉蒙主管期間
- 新婚燕爾(1967)
- 單身公寓(1968)
- 大偵探(1968)
- 魔鬼聖嬰(1968)
- 意大利任務(1969)
- 大地驚雷(1969)
- The Confession(1970)
- 愛情故事(1970)
- 求婚妙術(1971)
- Plaza Suite(1971)
- 哈洛與慕德(1971)
- 教父(1972)
- 衝突(1973)
- 救虎記(1973)
- 了不起的蓋茨比(1974)
- 竊聽大陰謀(1974)

### 作為製片人
- 唐人街 (1974)
- 霹靂鉆(1976)
- 黑色星期天(1977)
- Players(1979)
- 都市牛郎(1980)
- 大力水手(1980)
- 棉花俱樂部(1984)
- 重返唐人街(1990)
- 偷窺(1993)
- 玉焰 (1995)
- 幻影俠(1996)
- 神鬼至尊(1997)
- 老公出差(1999)
- 十日拍拖手冊(2003)
- Kid Notorious(2003，電視劇集)
- The Devil and Sidney Korshak(2011，電視劇集)
- Untitled John DeLorean Biopic(2012)

### 演員
- Lydia Bailey(1952)
- 千面人(1957)
- 太陽依舊升起(1957)
- The Fiend Who Walked the West(1958)
- 冷暖群芳(1959)
- 坎城人(1996)
- Kid Notorious(2003，電視劇集)

## 出版物
- “The Kid Stays in the Picture”（Hyperion Books，1994年）是他的自傳，同時也有有聲讀物，2002年製作成了紀錄片。

## 外部連結
- Robert Evans在互联网电影资料库（IMDb）上的資料（英文）
- Robert Evans web show on JumpBoxTV
- Life Magazine profile on Robert Evans, published March 7, 1969
- Robert Evans Official Site The official site of legendary Hollywood producer Robert Evans